# Cephalaria oblongifolia
Cephalaria oblongifolia är en tvåhjärtbladig växtart som först beskrevs av Carl Ernst Otto Kuntze, och fick sitt nu gällande namn av Szabo. Cephalaria oblongifolia ingår i släktet jätteväddar, och familjen Dipsacaceae. Inga underarter finns listade i Catalogue of Life.